# Rak pruhovaný
Rak pruhovaný nebo též rak americký (Faxonius limosus, Orconectes limosus či Cambarus affinis) je druh raka z čeledi Cambaridae. Jedná se o původně severoamerický druh žijící na východním pobřeží od státu Maine až po stát Virginie. Byl však uměle vysazen i v Evropě.

## Popis
Zbarvení těla raka pruhovaného může přecházet od tmavě hnědé po olivově zelenou, s výraznými hnědočervenými příčnými pruhy na článcích abdomenu. Spodní část těla je zbarvena světle žlutě. Hlavohruď je poměrně hladká, ale s nápadnými ostrými trny na bocích hlavového štítu. Na hlavohrudi u báze čelního hrotu neboli rypce či rostra a posteriorně za očima se nachází jeden pár dlouhých postorbitálních lišt. Rostrum je poměrně dlouhé, ostré a na bázi jeho zúžení se nachází dva ostré trny. Klepeta jsou v porovnání s ostatními druhy vyskytujícími se na území Česka výrazně menší, na svrchní straně pokrytá malými jamkami, na dotek hladká a lehce obrvená. Klepeta jsou zbarvena shora obvykle stejně jako tělo a zespoda světle žlutě. Hroty klepet jsou zbarveny oranžově a jsou ohraničeny tmavým proužkem. Samci mají gonopody a u báze třetího páru kráčivých končetin (pereiopody) se nacházejí žluté až oranžové tupé háčky, kterými si samec v reprodukce schopné formě přidržuje samici při páření. Rak pruhovaný dorůstá maximálně 10–12 cm, ale obvyklá velikost dospělců je kolem 5–6 cm. Je to krátkověký druh, dožívající se v průměru 2–3 let a maximálně 5 let.

## Výskyt
Jeho domovinou je východní pobřeží USA. Do Evropy byl introdukován koncem 19. století a v současnosti se vyskytuje nejméně ve 20 evropských státech. Do České republiky se dostal pravděpodobně přirozenou migrací proti proudu Labe. Ve vodách dnešní ČR byl poprvé formálně doložen až v roce 1988 v Labi u Ústí nad Labem, ale zřejmě se vyskytoval už v 60. letech 20. století. Jeho výskyt je především vázán na řeky Labe a Vltavu a jejich přítoky (např. Ohři, Jizeru, Cidlinu, Metuji, Otavu, Berounku, Lužnici, Sázavu). V tekoucích vodách byly zjištěny i izolované populace raka pruhovaného od řek Labe a Vltavy a izolované populace ve stojatých vodách (především zatopené lomy a pískovny, údolní nádrže). Ty jsou výsledkem neuváženého lidského rozšiřování tohoto druhu raka na nové lokality. Mimo povodí Labe je dnes rak pruhovaný hlášen v ČR ještě na Osoblažsku v povodí Odry. Raci pruhovaní byli nalezeni také v mnoha menších tocích, obvykle však pouze v blízkosti ústí do některé z výše uvedených větších řek.

## Nároky na prostředí
Rak pruhovaný je dobře přizpůsobený životu v tekoucích i stojatých vodách. Dává přednost spíše měkkým dnům s vrstvou sedimentu, do kterého se dokáže zahrabávat. Obývá ale i menší říčky a potoky s tvrdším dnem. Snáší i silné znečištění vody a není náročný na její kvalitu. Všeobecně se jedná o vysoce odolný druh. V porovnání s našimi původními druhy raků vykazuje vyšší toleranci ke snížené koncentraci kyslíku ve vodě a k eutrofním a znečištěným vodám. Lépe se vyrovnává s výraznými změnami prostředí. Teplotní tolerance raka pruhovaného se uvádí vyšší než u raka říčního a raka kamenáče.

## Status
Rak pruhovaný je nebezpečný nepůvodní druh raka. Může mít značný vliv na ostatní vodní organismy a habitat. Je vysoce nebezpečný pro původní druhy raků. Je odolný vůči račímu moru a je schopný jej přenášet.

## Budoucnost
Rak pruhovaný má vysokou schopnost kolonizovat nové lokality a velmi rychle se dál šířit. Vysokým rizikem je rovněž šíření tohoto druhu neinformovanou veřejností na nové lokality. Rak pruhovaný má vysokou plodnost, malou vnitrodruhovou agresivitu a velmi rychlý životní cyklus. To ho zvýhodňuje při jeho invazním šíření. Je nutné neustále sledovat jeho výskyt a snažit se zabezpečit omezení jeho dalšího rozšiřování. Většina populací raka pruhovaného v ČR je totiž infikována patogenem račího moru. I neinfikovaní raci pruhovaní ale mohou značně konkurovat původním druhům, protože se jejich mláďata líhnou dříve a je schopný tvořit velice husté populace. Manipulace s rakem pruhovaným nebo jeho případné rozšiřování je v rozporu se zákony č. 114/92 Sb., o ochraně přírody a krajiny a s vodním zákonem, a jako takové může být pokutováno.